# Joost (voornaam)
Joost is een voornaam die is afgeleid van de Bretonse naam Iodoc, in het Latijn Judocus. 
Judocus was een Bretonse heilige uit de 7e eeuw. De afleiding is Jodocus → Josse→ Joos → Joost. De toevoeging van een eind-t is een eigenaardigheid van de Nederlandse taal die met name in bepaalde dialecten voorkomt.
Soms wordt de naam ook gebruikt als roepnaam voor de oorspronkelijk Hebreeuwse naam Joseph of Jozef, die in de Bijbel voorkomt als een van de zonen van aartsvader Jakob  en als de vader van Jezus.

## Joost als versluierende aanduiding voor de duivel
In vroeger tijden was Joost een bijnaam die vaak werd gebruikt voor de duivel; dit was een vorm van versluierend taalgebruik, daar men bang was de duivel rechtstreeks te noemen. Waarschijnlijk gaat het om een eufemistische verbastering van het Javaanse dheyos (uitspraak dejos), dat zelf weer een aanpassing zal zijn geweest van Portugees Deos, maar dat werd gebruikt voor Chinese godenbeeldjes. Dit gebruik van Joost is voor het eerst vastgesteld voor het jaar 1729, een eerdere vorm Joos voor 1676. De hedendaagse uitdrukking "dat mag Joost weten" is hier een verwijzing naar.

## Bekende mensen met deze voornaam
- Joost Berkvens, schaker
- Joost Buitenweg, acteur
- Joost Conijn, beeldend kunstenaar
- Joost den Draaijer, pseudoniem van een diskjockey
- Joost Eerdmans, politicus
- Joost Klein, artiest en social media influencer
- Joost van Lalaing (ca. 1437-1483), stadhouder van Holland en Zeeland
- Joost Michielsen, schaker
- Joost Posthuma, wielrenner
- Joost Prinsen, presentator
- Joost Spijkers, acteur en komiek
- Joost Terol, voetballer
- Joost Volmer, voetballer
- Joost van den Vondel, dichter
- Joost van Trappen Banckert, Nederlands admiraal uit de 17e eeuw
- Joost Zwagerman, schrijver en essayist
- Joost Zweegers, artiest, zanger van Novastar

## Fictieve personages met deze voornaam
- Joost, bediende van Heer Bommel, geesteskind van Marten Toonder
- Joost Flets-Frimel, figuur uit de Nederlandse vertaling van Harry Potter van J.K. Rowling
- Joost, ruiter van Raveleijn